# Ningaui
Ningaui é um gênero de marsupial da família Dasyuridae.

## Espécies
- Ningaui ridei Archer, 1975
- Ningaui timealeyi Archer, 1975
- Ningaui yvonnae Kitchener, Stoddart & Henry, 1983